# Alinghi 5

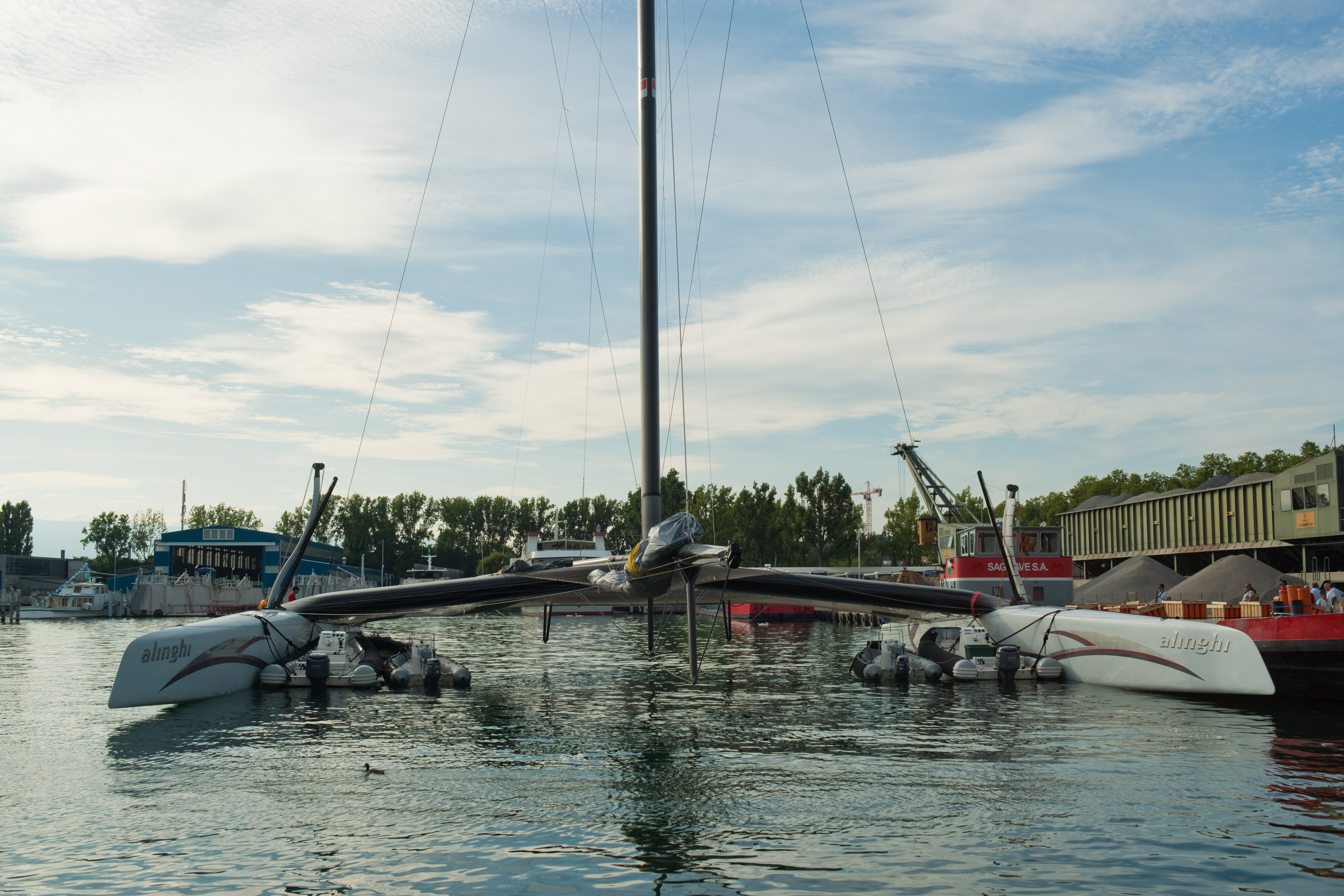
Alinghi 5 im Hafen von Lausanne im Juli 2009

Die Alinghi 5 ist der Katamaran, mit dem das Team Alinghi im 33. America’s Cup gegen die USA 17 unterlag.
Der Katamaran wurde von Alinghi-Villeneuve und Décision-Corsier in einer Montagehalle in Villeneuve VD gebaut. Schiffsarchitekten waren Rolf Vrolijk und das Designteam Alinghi. Zeitweise waren Nigel Irens, Benoît Cabaret und Alain Gautier als Berater angeheuert. Designkoordinator war der Australier Grant Simmer.
Das Boot wurde zum ersten Mal am 8. Juli 2009 im Genfersee mit einem Mil-Mi-26-Helikopter zu Wasser gebracht. Mit dem gleichen Helikopter wurde der Katamaran am 7. August 2009 über den Grossen Sankt Bernhard Pass nach Genua befördert.
Das Boot ist für seine Grösse extrem leicht und auf hohe Geschwindigkeiten bei leichtem Wind und maximal 50 cm hohen Wellen optimiert. Schon bei etwa 8 Knoten Wind kommt der luvseitige Rumpf aus dem Wasser. Auf der Kreuz können mehr als 20 Knoten, auf Raumkursen mehr als 30 Knoten erreicht werden. Obwohl die America’s-Cup-Regatten nur bis Windstärke 4 bzw. 15 kn (28 km/h) Windgeschwindigkeit gesegelt werden sollen, erreicht der scheinbare Wind an Deck durchaus 40 kn (74 km/h) und mehr, was dann Beaufort 8–9 entspricht (mit ungerefften Segeln).

## Technische Daten
- Bootstyp: Katamaran aus Kohlenstofffaser
- Takelung: Sloop
- Herstellungsort: Villeneuve, Schweiz, Alinghi-Décision
- Konstruktion: Rolf Vrolijk und Alinghi Design Team
- Berater: Nigel Irens, Benoît Cabaret, Alain Gautier
- Bauzeit: über 100.000 Stunden[5]
- Vermessene Länge der Wasserlinie: 27,45 m[6]
- Max. Länge der Wasserlinie in Fahrt: 33,55 m (110 Fuss)[7]
- Breite über Alles: geschätzt 23–27 m (75–90 Fuss)[8]
- Masthöhe: geschätzt 45–62 m (je nach Quelle, Bildmaterial und Entwicklungsstand)[8]
- Verdrängung: etwa 18–20 Tonnen (alte Schätzung; ev. nur 12 Tonnen[9])
- Mastgewicht: grob geschätzt 1000 kg
- Großsegel: etwa 500–1000 m² (je nach Quelle und Kompetenz des Schätzers, realistisch sind 600 m² plus ca. 50 m² als Segelfläche nutzbare Mastfläche)
- Vorsegel (Kreuzfock): etwa 350–400 m² (je nach Quelle und Kompetenz des Schätzers)
- Gennaker: etwa 1100 m² (eines der grössten Segel, die je hergestellt wurden)

Selbst bei technischen Daten mit Quellenangabe handelt es sich um Schätzungen von zumeist Journalisten, da Team Alinghi, wie auch der Kontrahent BMW Oracle Racing 90, die genauen Werte aus Wettbewerbsgründen und zur Vermeidung von Protesten und Rechtsstreitigkeiten geheim hält. Ausser den beiden Längen der Wasserlinie (90 bzw. 110 Fuss, 27,45 bzw. 33,55 m), die Gegenstand der offiziellen Vermessung bzw. eines bereits entschiedenen Rechtsstreits waren, ist keine technische Information bestätigt. Wie brisant die Informationslage ist, zeigt sich daran, dass Gerüchte über den Herstellungsprozess bzw. -ort von Teilen der Segel von Alinghi 5 bereits zu einem Protest und einem Gerichtsverfahren geführt haben. Würde ein Team – direkt oder im Nachhinein – Daten veröffentlichten, müssten diese angesichts der Wettkampfsituation ohnehin kritisch hinterfragt werden.